# Arturo Arrieta
Arturo Arrieta (Avellaneda, 12 luglio 1911 – ...) è stato un calciatore argentino, di ruolo attaccante.

## Carriera

### Club
Ala sinistra dal gioco sobrio e regolare ma con grande precisione di cross tra le migliori della propria epoca. Giocò nella massima serie argentina solo e soltanto con la maglia del San Lorenzo dove fece coppia con Diego Garcia. Vincerà 2 campionati.

### Nazionale
Giocò per la Nazionale argentina 5 partite con 1 gol.

## Palmarès

### Club

#### Competizioni nazionali
- Campionato argentino: 2

San Lorenzo: 1933, 1936